# Porangatu
Porangatu – miasto i gmina w Brazylii leżące w stanie Goiás. Gmina zajmuje powierzchnię 4820,52 km². Według danych szacunkowych w 2016 roku miasto liczyło 45 055 mieszkańców. Położone jest około 400 km na północ od stolicy stanu, miasta Goiânia, oraz około 350 km na północny zachód od Brasílii, stolicy kraju. 
Osadnictwo w regionie rozpoczęło się wraz z odkryciem złota przez pioniera João Leite w XVIII wieku. Przebywając na te tereny odkrył prymitywne zabudowania Indian. Ich późniejsze ataki skutecznie zapobiegały rozwojowi wsi założonej przez nowych osadników. 31 grudnia 1943 roku dekretem nazwano miejscowość Porangatu co w jez. tupi oznacza „piękne krajobrazy” („poran” oznacza „piękny”, a „gatu” to „krajobraz”). 25 sierpnia 1948 roku Porangatu zostało podniesione do statusu gminy. Nowa gmina została utworzona poprzez wyłączenie z terenów z gminy Uruaçu. 
W 2014 roku wśród mieszkańców gminy PKB per capita wynosił 18 235,13 reais brazylijskich.